# پیز واتگیرا
پیز واتگیرا (به لاتین: Piz Vatgira) یک کوه در سوئیس است که در Surselva Region واقع شده‌است. پیز واتگیرا ۲٬۹۸۲ متر بالاتر از سطح دریا واقع شده‌است.